# Batu Raja Kol
Batu Raja Kol is een bestuurslaag in het regentschap Bengkulu Utara van de provincie Bengkulu, Indonesië. Batu Raja Kol telt 241 inwoners (volkstelling 2010).